# Ready Cash
Ready Cash, född 20 maj 2005 på Mayenne au haras de la Fesnière i La Chapelle-Rainsouin i Pays de la Loire, död natten till den 9 augusti 2023, var en fransk varmblodig travhäst. Han tränades av Thierry Duvaldestin och kördes av Franck Nivard.
Ready Cash räknades som en av världens främsta travhästar genom tiderna. Han tävlade åren 2007–2014, och sprang in 4,3 miljoner euro (motsvarande 40 miljoner kronor) på 70 starter varav 40 segrar, 8 andraplatser och 3 tredjeplatser. Under en tid var han den vinstrikaste franska travhästen genom tiderna, men är numera den tredje vinstrikaste efter Timoko och den egna avkomman Bold Eagle. Han tog karriärens största segrar i Prix d'Amérique (2011, 2012).
Bland andra stora segrar räknas främst Critérium des Jeunes (2008), Prix Kalmia (2008), Prix Victor Régis (2008), Prix Albert-Viel (2008) Critérium des 3 ans (2008), Prix Charles Tiercelin (2009), Prix Octave Douesnel (2009), Prix Marcel Laurent (2009, 2010), Prix Doynel de Saint-Quentin (2010), Prix de Bretagne (2011), Prix du Bourbonnais (2011, 2012), Prix de Bourgogne (2011, 2012, 2013), Prix de France (2011, 2013), Grand Prix de Wallonie (2012), Prix d'Été (2012), Prix de Paris (2013) och UET Trotting Masters (2013).
Efter tävlingskarriären har han varit framgångsrik som avelshingst. Han har lämnat efter sig stjärnor som Bold Eagle, Readly Express och Face Time Bourbon, som alla tre har upprepat sin fars med bedrift med att vinna världens största travlopp Prix d'Amérique. Han har tilldelats avelsbedömningen "Elithingst" för sin utomordentliga förärvning.

## Karriär

### Tiden som unghäst
Ready Cash gjorde karriärens första start och tog sin första seger den 1 september 2007 på travbanan i Reims i Frankrike. Segern i debutloppet följdes upp med ytterligare en seger den 4 oktober på Enghien travbana i Paris. Därefter gjorde han den 6 november sin första start på den andra travbanan i Paris, Vincennesbanan. I detta lopp slutade han oplacerad efter att ha diskvalificerats på grund av galopp. Den 19 november 2007 startade han på Vincennesbanan igen och stod denna gång som segrare. Han var därefter obesegrad i nio raka starter på Vincennesbanan. Han vann bland annat Critérium des Jeunes, Prix Albert-Viel och Prix Kalmia under början av 2008. Första förlusten kom i Prix de l'Étoile den 13 september 2008, detta var också det enda lopp som han förlorade under treåringssäsongen 2008. Han var kullens dominant och året avslutades med seger i det franska treåringskriteriet Critérium des 3 ans den 7 december 2008. Under säsongen 2009 som fyraåring segrade han i sju av tio starter, bland annat i Prix Marcel Laurent och Prix Octave Douesnel under det franska vintermeetinget. Han galopperade dock bort sina möjligheter i säsongens främsta löp Critérium Continental den 27 december på Vincennesbanan.

### Tiden i världseliten

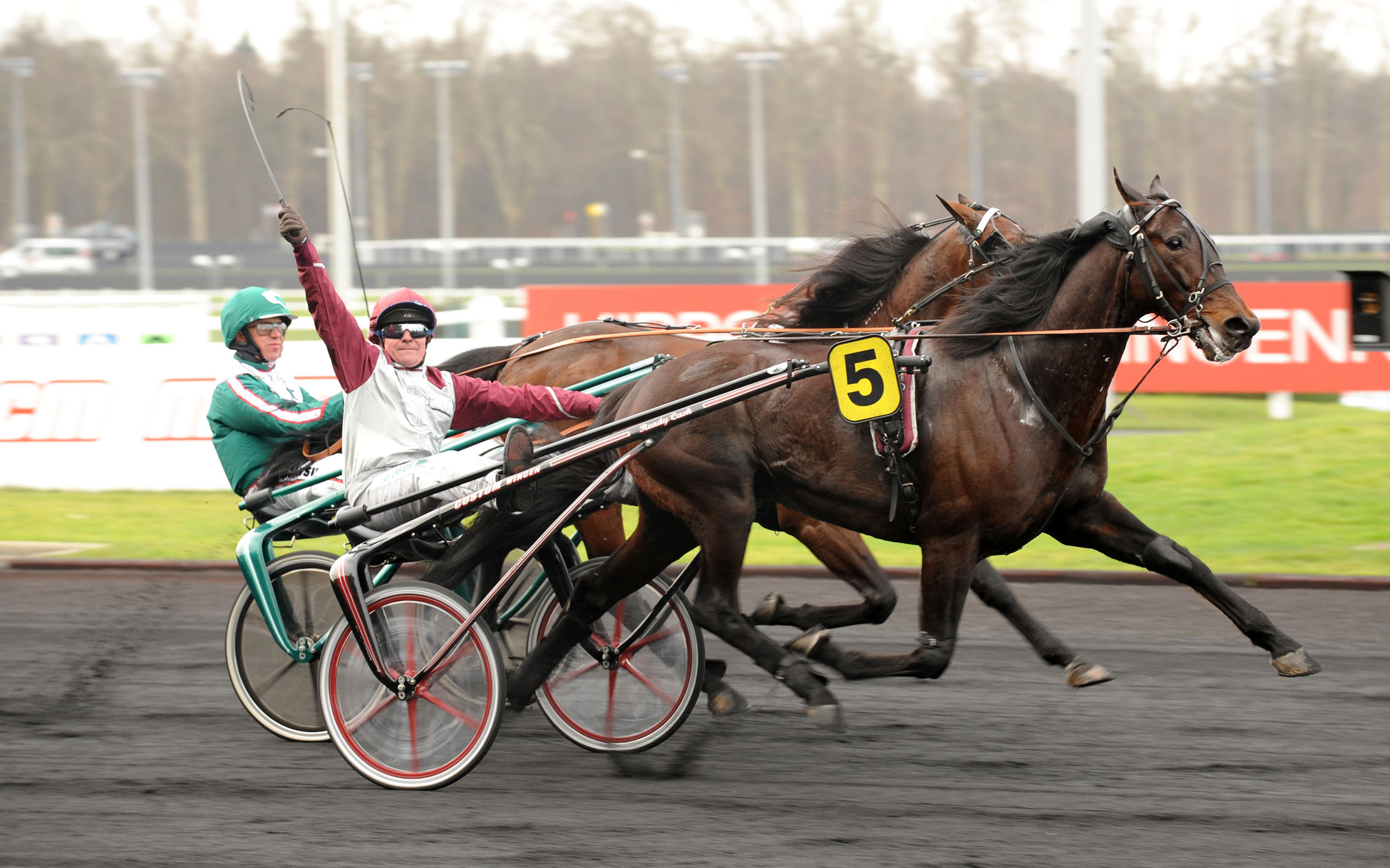
Ready Cash segrar i Prix de France 2011.

Säsongen 2010 tog Ready Cash stegen in i travets världselit. Han inledde säsongen med en andraplats i Prix de Croix den 16 januari på Vincennesbanan i Paris. Han deltog därefter i sin första upplaga av världens största travlopp Prix d'Amérique den 31 januari, men diskvalificerades för att under loppet ha galopperat. Därefter följde två raka segrar. Den 4 september startade han i det franska femåringskriteriet Critérium des 5 ans, men galopperade återigen bort sina möjligheter i ett storlopp.
Under det franska vintermeetinget 2010/2011 fick han sitt stora genombrott. Han vann bland annat Prix Marcel Laurent på Vincennesbanan i november 2010 och Prix de Bourgogne vid årsskiftet, varpå han bjöds in till 2011 års upplaga av Prix d'Amérique. Han segrade sedan i världens största travlopp Prix d'Amérique den 30 januari. Han segrade även i Prix de France den 13 februari. Totalt vann han sex av åtta starter under 2011.
Säsongen 2012 inleddes med seger i Prix de Bourgogne den 1 januari på Vincennesbanan. Därefter kom han på tredjeplats i Prix de Belgique den 15 januari. Den 29 januari tog han karriärens andra raka seger i Prix d'Amérique, återigen tillsammans med kusken Franck Nivard. Segertiden skrevs till 1.12,0 över distansen 2700 meter, vilket var den dittills snabbaste segertiden någonsin i loppet. Därefter följde en tredjeplats i Prix de France och en andraplats i Prix de Paris. Den 12 augusti segrade han i Grand Prix de Wallonie på Hippodrome de Wallonie i Belgien. Den 8 september segrade han i Prix d'Été och därefter hade han ett tävlingsuppehåll på drygt två månader. Han startade igen i december och avslutade då 2012 med två raka segrar, först i Prix du Bourbonnais den 8 december och sedan i Prix de Bourgogne den 30 december.
Säsongen 2013 deltog han den 27 januari i sin fjärde upplaga av Prix d'Amérique, och slutade denna gång på andraplats. Han tog sedan två raka segrar då han vann Prix de France den 10 februari och Prix de Paris den 24 februari. Den 7 september segrade han i finalen av UET Trotting Masters.
Han deltog i Prix d'Amérique för femte gången i karriären den 26 januari 2014. Efter att ha travat utvändigt om ledaren galopperade han i segerstriden över upploppet och slutade därmed oplacerad efter diskvalifikation. Därefter startade han den 9 februari 2014 i Prix de France, där han återigen galopperade bort sina möjligheter. Detta kom att bli karriärens sista start.
När han avslutade sin tävlingskarriär i februari 2014 var han historisk som Frankrikes vinstrikaste travhäst genom tiderna. Timoko gick om honom 2017, och Ready Cash är numera (2020) den tredje vinstrikaste fransk födda travhästen genom tiderna.

## Avelskarriär
Ready Cash har efter tävlingskarriären varit avelshingst i Frankrike. Han har varit mycket framgångsrik i aveln och har lämnat efter sig ett flertal miljonärer som tillhör världseliten. Han har tilldelats avelsbedömningen "Elithingst" för sin utomordentliga förärvning. I hans första kull 2010 återfinns bland andra Axelle Dark, Avila, Atlas de Joudes, Arlington Dream, Djali Boko och Reckless. I nästkommande kull 2011 bland andra Bird Parker, Brillantissime, Cash Gamble och den dubble Prix d'Amérique-vinnaren Bold Eagle. I kullen 2012 bland andra Readly Express, Charly Du Noyer, Traders och Cash and Go. I kullen 2013 bland andra Django Riff, Dawana, Grant Boko, Olle Rols, Dartagnan Sisu, Dixi Sisu, Cash Crowe och Caddie Lisieux. I kullen 2014 bland andra Eridan, Dibaba, Vamp Kronos, Illuminati och Milliondollarrhyme. I kullen 2015 återfinns Face Time Bourbon och Fabulous Wood.

## Statistik

### Större segrar
| År   | Lopp                         | Kusk              | Vinstbelopp | Grupp   |
| ---- | ---------------------------- | ----------------- | ----------- | ------- |
| 2007 | Prix Emmanuel Margouty       | Bernard Piton     | 50 000 EUR  | Grupp 2 |
| 2008 | Prix Maurice de Gheest       | Bernard Piton     | 50 000 EUR  | Grupp 2 |
| 2008 | Prix Paul-Viel               | Bernard Piton     | 50 000 EUR  | Grupp 2 |
| 2008 | Critérium des Jeunes         | Bernard Piton     | 80 000 EUR  | Grupp 1 |
| 2008 | Prix Kalmia                  | Bernard Piton     | 55 000 EUR  | Grupp 2 |
| 2008 | Prix Albert-Viel             | Bernard Piton     | 100 000 EUR | Grupp 1 |
| 2008 | Prix Piérre Plazen           | Bernard Piton     | 55 000 EUR  | Grupp 2 |
| 2008 | Prix Victor Régis            | Bernard Piton     | 55 000 EUR  | Grupp 2 |
| 2008 | Prix Abel Bassigny           | Bernard Piton     | 55 000 EUR  | Grupp 2 |
| 2008 | Prix Jacques de Vaulogé      | Bernard Piton     | 55 000 EUR  | Grupp 2 |
| 2008 | Critérium des 3 ans          | Bernard Piton     | 120 000 EUR | Grupp 1 |
| 2009 | Prix de Tonnac-Villeneuve    | Bernard Piton     | 55 000 EUR  | Grupp 2 |
| 2009 | Prix Charles Tiercelin       | Bernard Piton     | 55 000 EUR  | Grupp 2 |
| 2009 | Prix Marcel Laurent          | Franck Nivard     | 55 000 EUR  | Grupp 2 |
| 2009 | Prix Octave Douesnel         | Franck Nivard     | 55 000 EUR  | Grupp 2 |
| 2010 | Prix Ovide Moulinet          | Joseph Verbeeck   | 55 000 EUR  | Grupp 2 |
| 2010 | Prix Marcel Laurent          | Franck Nivard     | 55 000 EUR  | Grupp 2 |
| 2010 | Prix Doynel de Saint-Quentin | Franck Nivard     | 55 000 EUR  | Grupp 2 |
| 2011 | Prix de Bourgogne            | Pierre Vercruysse | 60 000 EUR  | Grupp 2 |
| 2011 | Prix d'Amérique              | Franck Nivard     | 500 000 EUR | Grupp 1 |
| 2011 | Prix de France               | Franck Nivard     | 200 000 EUR | Grupp 1 |
| 2011 | Prix de Bretagne             | Franck Nivard     | 60 000 EUR  | Grupp 2 |
| 2011 | Prix du Bourbonnais          | Franck Nivard     | 60 000 EUR  | Grupp 2 |
| 2012 | Prix de Bourgogne            | Franck Nivard     | 60 000 EUR  | Grupp 2 |
| 2012 | Prix d'Amérique              | Franck Nivard     | 500 000 EUR | Grupp 1 |
| 2012 | Grand Prix de Wallonie       | Franck Nivard     | 75 000 EUR  | Grupp 1 |
| 2012 | Prix d'Été                   | Franck Nivard     | 100 000 EUR | Grupp 2 |
| 2012 | Prix du Bourbonnais          | Franck Nivard     | 60 000 EUR  | Grupp 2 |
| 2013 | Prix de France               | Franck Nivard     | 200 000 EUR | Grupp 1 |
| 2013 | Prix de Paris                | Franck Nivard     | 200 000 EUR | Grupp 1 |
| 2013 | UET Trotting Masters         | Franck Nivard     | 225 000 EUR | Grupp 1 |

## Stamtavla
| Efter Indy de Vie 1996 | Viking's Way 1987       | Mickey Viking    | Bonefish        |
| Efter Indy de Vie 1996 | Viking's Way 1987       | Mickey Viking    | Misty Sister    |
| Efter Indy de Vie 1996 | Viking's Way 1987       | Josubie          | Quito           |
| Efter Indy de Vie 1996 | Viking's Way 1987       | Josubie          | Vésubie III     |
| Efter Indy de Vie 1996 | Tekiflore 1985          | Képi Vert        | Chambon P       |
| Efter Indy de Vie 1996 | Tekiflore 1985          | Képi Vert        | Audience        |
| Efter Indy de Vie 1996 | Tekiflore 1985          | Morgaflore       | Florestan       |
| Efter Indy de Vie 1996 | Tekiflore 1985          | Morgaflore       | Dourga II       |
| Undan Kidéa 1998       | Extrême Dream 1992      | Quito de Talonay | Florestan       |
| Undan Kidéa 1998       | Extrême Dream 1992      | Quito de Talonay | Dent Blanche    |
| Undan Kidéa 1998       | Extrême Dream 1992      | Tahitienne       | Kimberland      |
| Undan Kidéa 1998       | Extrême Dream 1992      | Tahitienne       | Oligiste        |
| Undan Kidéa 1998       | Docéanide du Lilas 1991 | Workaholic       | Speedy Crown    |
| Undan Kidéa 1998       | Docéanide du Lilas 1991 | Workaholic       | Ah So           |
| Undan Kidéa 1998       | Docéanide du Lilas 1991 | Océanide         | Éole Grandchamp |
| Undan Kidéa 1998       | Docéanide du Lilas 1991 | Océanide         | Tornese Glory   |